# Fosfatidilinozitol 4-fosfat
Fosfatidilinozitol 4-fosfat (PtdIns4P, PI4P) je prekurzor fosfatidilinozitol (4,5)-bisfosfata. PtdIns4P je prevalentan u membranama Goldžijevog aparata.
U Goldžijevom aparatu, PtdIns4P vezuje GTP-vezujući protein ARF i efektorske proteine, uključujući 4-fosfat adapterske proteine 1 i 2 (FAPP1 i FAPP2). Taj tromolekulski kompleks regrutuje proteine koji se moraju transportovati kroz ćelijsku membranu.